# اونس (ژنرال)
اونس (انگلیسی: Onnes) یکی از ژنرال‌های پادشاه اسطوره ای امپراتوری آشور، نی‌نوس بود. او با سمیرامیس ازدواج کرد. گفته می‌شود که پس از خودکشی او سمیرامیس با نی‌نوس ازدواج کرد.